# Coitus a tergo

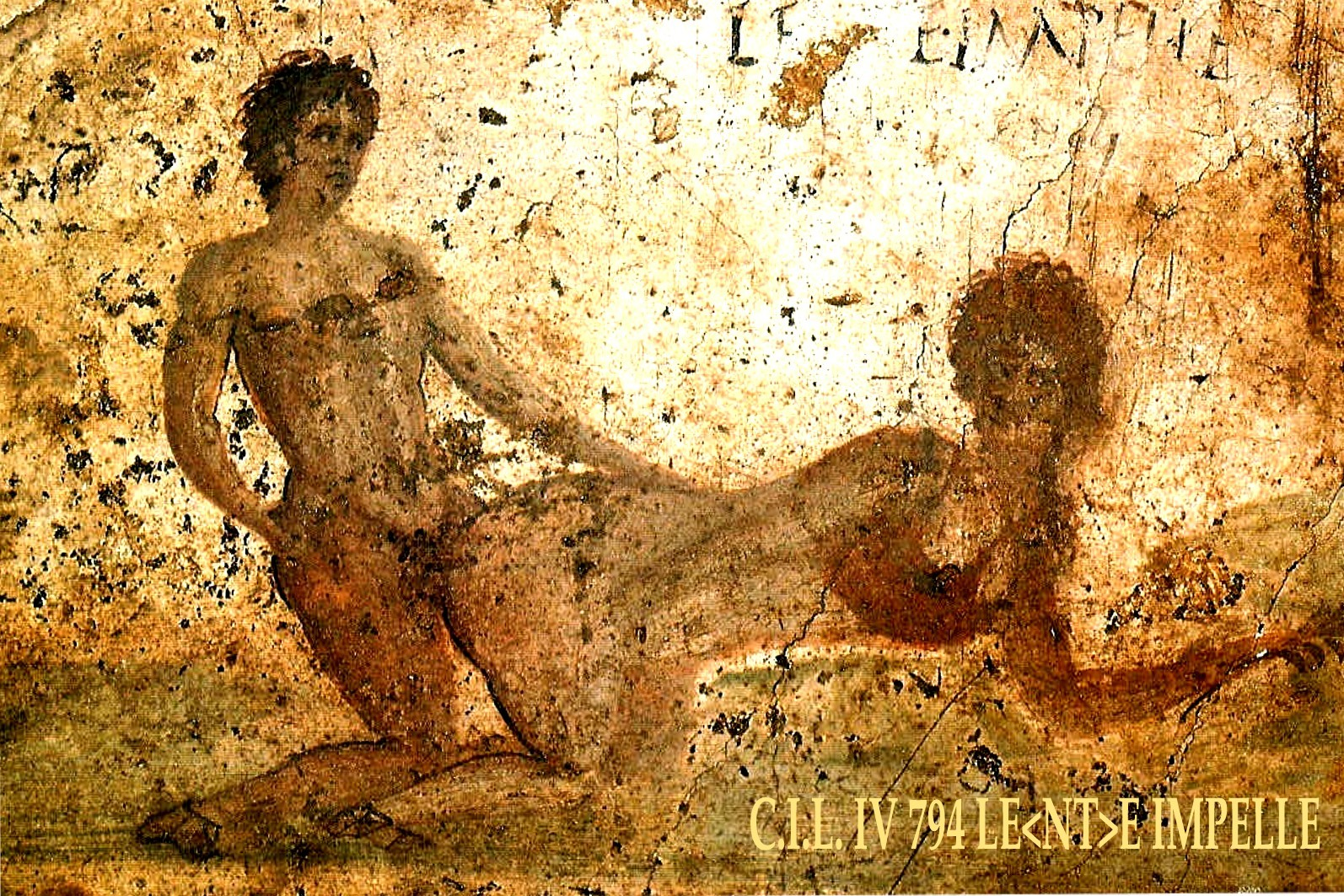
Erotisches Fresko aus Pompeji (Archäologisches Nationalmuseum Neapel). Die teilweise verschwundene lateinische Inschrift lautet lente impelle, eine Aufforderung der Frau an den Mann: „Langsam eindringen“.

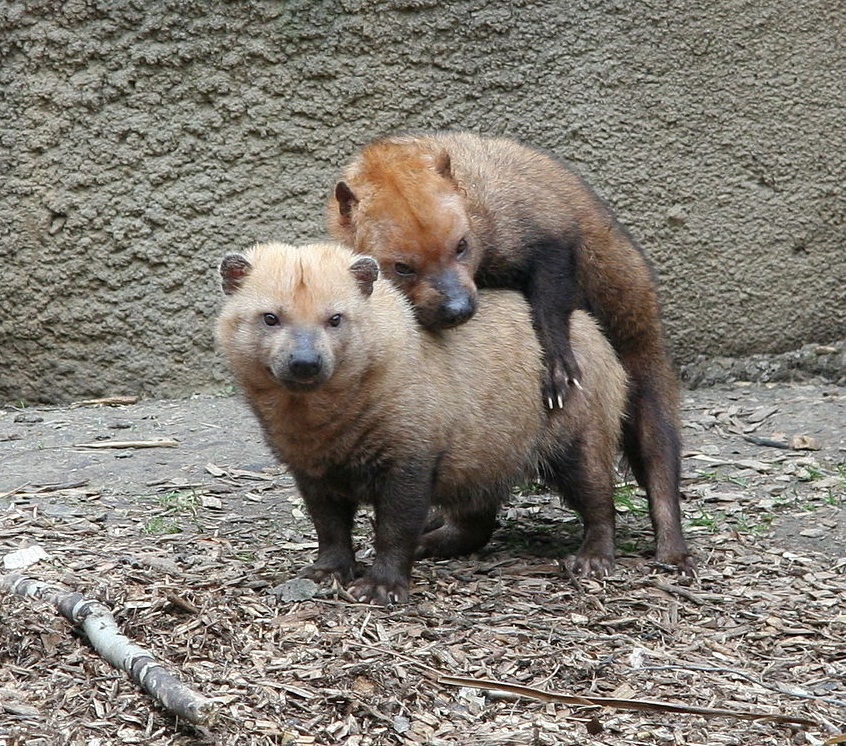
Waldhunde bei der Paarung

Coitus a tergo (lat. für „Geschlechtsverkehr von hinten“) oder auch vis a tergo (lat. „Kraft von hinten“), häufig verkürzt auf a tergo (lat. für „von rückenwärts“ zu tergum Rücken), ist eine zusammenfassende Bezeichnung für mehrere Varianten von Stellungen, den Geschlechtsverkehr zu vollziehen, bei denen ein Partner den Rücken des Anderen im Blickfeld hat. In der Umgangssprache wird die Bezeichnung Hündchenstellung verwendet, englisch doggy style. Der Name der Stellung rührt daher, dass sie jener ähnelt, die bei der Begattung von Hunden (und vielen anderen Tieren) beobachtet werden kann.
Wissenschaftlich wird diese Sexualpraktik als dorso-ventrale Kopulation bezeichnet. Ein direkter Blickkontakt ist bei diesen Positionen kaum möglich. Bei vielen Wirbeltier- und vor allem bei Säugetierarten ist die dorso-ventrale Kopulation die häufigste Form der Paarung. 

## Geschichtliches
Diese Position wurde bereits in der Antike beschrieben und bewertet. Der römische Dichter und epikureische Philosoph Lukrez schrieb in seinem De rerum natura (deutsch Über die Natur der Dinge oder Vom Wesen des Weltalls), dass die Position a tergo die leidenschaftslosere sei und deshalb bevorzugt würde. Des Weiteren ging man davon aus, dass in dieser Stellung das Eintreten einer Schwangerschaft wahrscheinlicher wäre als in anderen Stellungen.

## Varianten

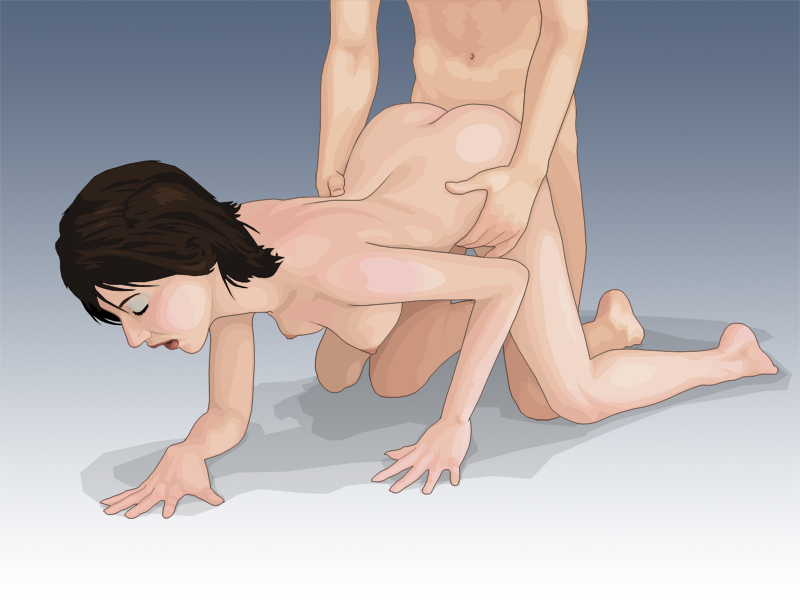
Kniende Hündchenstellung

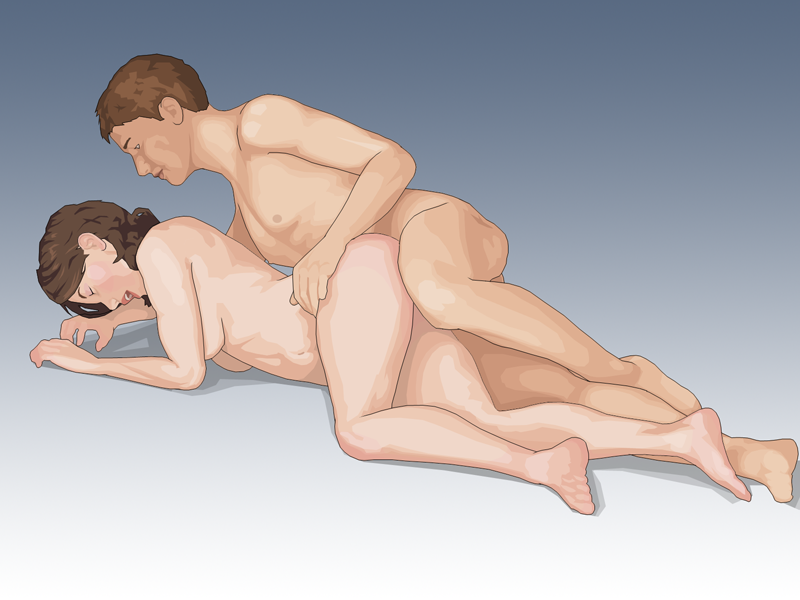
Löffelstellung

### Kniende Hündchenstellung
Bei der gängigsten heterosexuellen Variante der Hündchenstellung für den Vaginalverkehr kniet der Mann hinter der Frau und führt von hinten seinen Penis in ihre Vagina ein. Die Stellung kann auch für den Analverkehr gewählt werden. Eine Frau kann mit einem Strap-on als penetrierender Partner agieren (siehe Pegging).

### Stehende Hündchenstellung
Wenn beide Partner stehen, muss der vordere ein Hohlkreuz machen, je nach Neigungswinkel und Aufrichten des Oberkörpers. Bei sehr unterschiedlich großen Partnern kann diese Stellung ohne Hilfsmittel wie Stufen oder hohe Schuhe für den penetrierenden Partner sehr unbequem und zu anstrengend werden.

### Löffelchenstellung
Bei der Löffelchenstellung oder auch Löffelstellung liegen beide Partner auf der Seite. Der hinten liegende Partner dringt von hinten in die Vagina oder in den Anus ein. Der Name der Stellung rührt von der Ähnlichkeit mit zwei ineinanderliegenden Löffeln her.
Ein Vorteil der Stellung ist die hohe Intimität durch den möglichen großflächigen Körperkontakt, da die Partner sich weitgehend anschmiegen können. Beide können sich oder den anderen zusätzlich mit den Händen an erogenen Zonen stimulieren, da die Arme nicht zum Abstützen gebraucht werden.
In der Schwangerschaft ist die Löffelchenstellung eine Position, die von vielen Frauen bevorzugt wird.

### Hündchenstellung in Bauchlage
Die Hündchenstellung in Bauchlage ähnelt der Löffelchenstellung, aber der penetrierende Partner muss seine Arme aufstützen. Für Schwangere ist die Bauchlage jedoch nicht geeignet.

### Doppelte Penetration
Bei einer Doppelpenetration kommt es zu einer vaginalen und gleichzeitig analen Penetration bei einer Frau durch zwei penetrierende Partner, von denen sich einer typischerweise in der A-tergo-Position befindet. Diese Stellung wird in manchen Pornofilmen gezeigt. Sie erfordert ein besonders hohes Maß an Körperbeherrschung von den Beteiligten und ist im privaten Bereich sehr selten.

## Allgemeines über die Vis-a-tergo-Stellungen

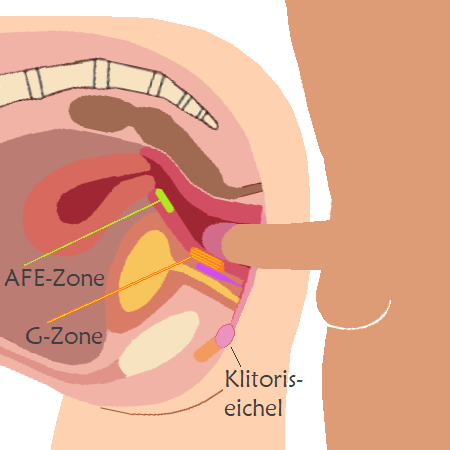
Gleiten der Peniseichel über die G-Zone

Ein Vorteil der A-tergo-Stellungen besteht darin, dass der penetrierende Partner beide Hände frei hat, um den Rücken, die Hüften, das Gesäß und erogene Zonen des empfangenden Partners zu berühren oder zu massieren, wie etwa die Brüste, die Klitoris oder den Penis. Derjenige, der seine Vorderseite vom anderen abgewandt hat, kann die sehr eingeschränkten Möglichkeiten für Blickkontakt und zum Küssen als nachteilig empfinden. Beim vaginalen Geschlechtsverkehr in der Löffelchenstellung kann sich die Frau, ohne den Partner zu unterbrechen, in die Flanquette-Stellung drehen. 
Wenn der Penis hierfür nicht zu lang ist, berührt durch seine Bewegungen jeweils am tiefsten Punkt des Eindringens der Hodensack die Klitoriseichel. Das kann bei manchen Frauen die Erregungskurve ansteigen lassen. Von hinten kann der Penis in einem besonders günstigen Winkel in die Vagina eindringen, so dass die Peniseichel mit Druck über die vaginalen Teile des weiblichen Schwellkörpersystems gleitet. Dabei soll der erogene Bereich in der Wandung der Vagina entlang der Harnröhre, die sogenannte G-Zone im vorderen Scheidendach, besonders stimuliert werden. Bei größerer Eindringtiefe stimuliert der Penis auch die AFE-Zone. Unterschiede in der Körpergröße der Partner eröffnen sowohl im Knien als auch im Stehen zusätzliche Möglichkeiten der Stimulation. Durch entweder Senkrechtstellen oder Abwinkeln und Spreizen der Beine können die Partner die jeweilige Höhe ihres Beckens und damit den Penetrationswinkel variieren.

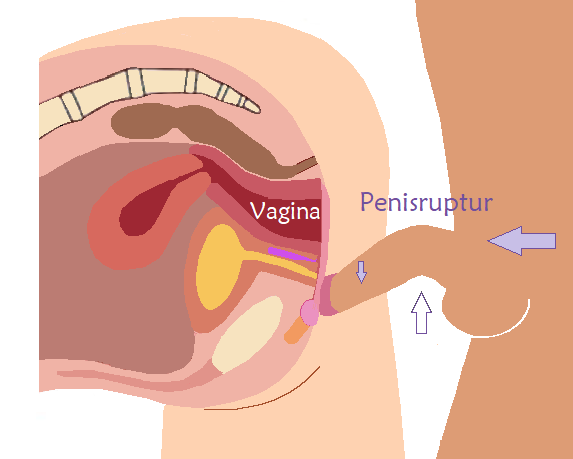
Risiko eines Penisbruchs (Penisruptur)

In der knienden und stehenden Position kann der Mann sein Becken kraftvoll frei bewegen. Dabei besteht die Gefahr, dass durch eine Unachtsamkeit des Mannes oder der Frau beim Zurückziehen die Peniseichel herausrutscht und bei der nächsten Vorwärtsbewegung der Penis die Vaginalöffnung verfehlt, so dass er auf einen Teil der Vulva stößt, unter dem sich das knöcherne Becken befindet. Daher besteht in diesen Stellungen ein erhöhtes Risiko für eine Penisruptur. Diese gilt als medizinischer Notfall.
Problematisch sind spontane Wechsel zwischen vaginaler und analer Penetration. Beim Wechsel von der Vagina in den Anus ohne die für einen Analverkehr erforderlichen Vorbereitungen kann die Frau Schmerzen empfinden und Blutungen im Enddarm und eine Analfissur erleiden. Beim Wechseln vom Anus in die Vagina werden mit dem Penis Bakterien aus dem Enddarm in die Vulva und in die Vagina gebracht, die eine bakterielle Vaginose hervorrufen können. Zur Vorbeugung solcher Infektionen dient hygienisches Handeln.